# Calydon (stad)
Calydon (Oudgrieks: Καλυδών; Kalydôn) was in het oude Griekenland een polis in Aetolië, gelegen op de westelijke oever van de Evenus.
Volgens de Griekse mythologie ontleende de stad haar naam aan haar stichter Calydon, zoon van Aetolus. Dicht in de buurt van de stad bevond zich de Zygosberg, op wiens uitlopers de Calydonische jacht zou plaatsvinden.
De stad bood onderdak aan het belangrijke Aetolische heiligdom dat bekendstond als het Laphrion, gewijd aan Artemis Laphria en Apollo Laphrios.
In 31 v.Chr. verhuisde de princeps Gaius Iulius Caesar Octavianus de inwoners van de stad naar de nieuwe colonia Nicopolis, gesticht om zijn overwinning in de slag bij Actium eerder dat jaar te herdenken. Rond dezelfde periode verwijderden de Romeinen de meeste kunst en schatten van de stad naar Patras, waaronder het gouden en ivoren cultusbeeld van Artemis.
Strabo wijst in zijn Geographia op de voormalige schoonheid van Calydon, dat in die tijd verlaten was:
...Calydon en Pleuron, die nu inderdaad in belang zijn verminderd, hoewel deze nederzettingen in vroegere tijden een ornament voor Griekenland waren.

## Zie ook

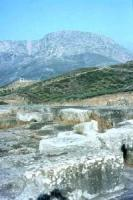
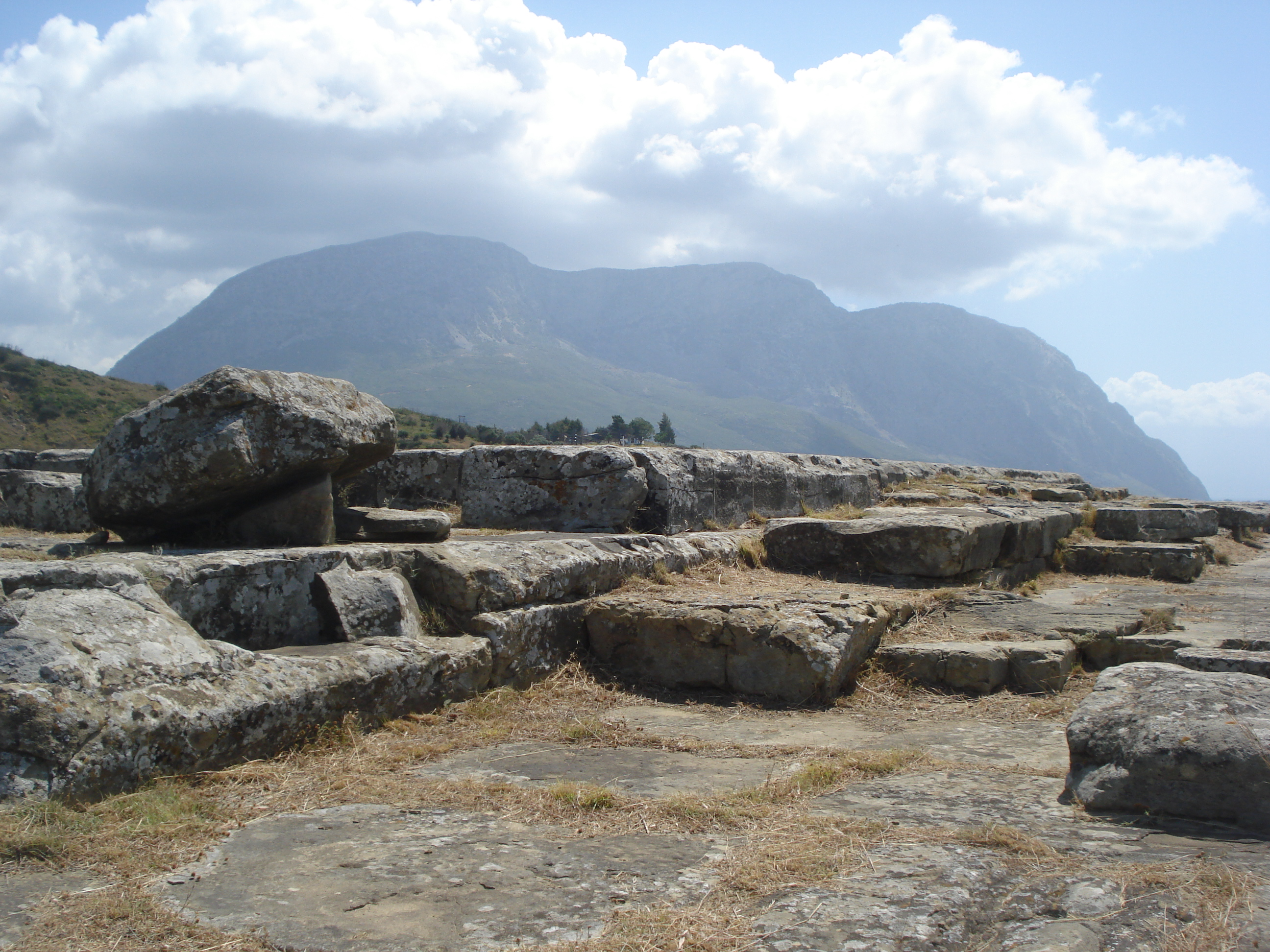
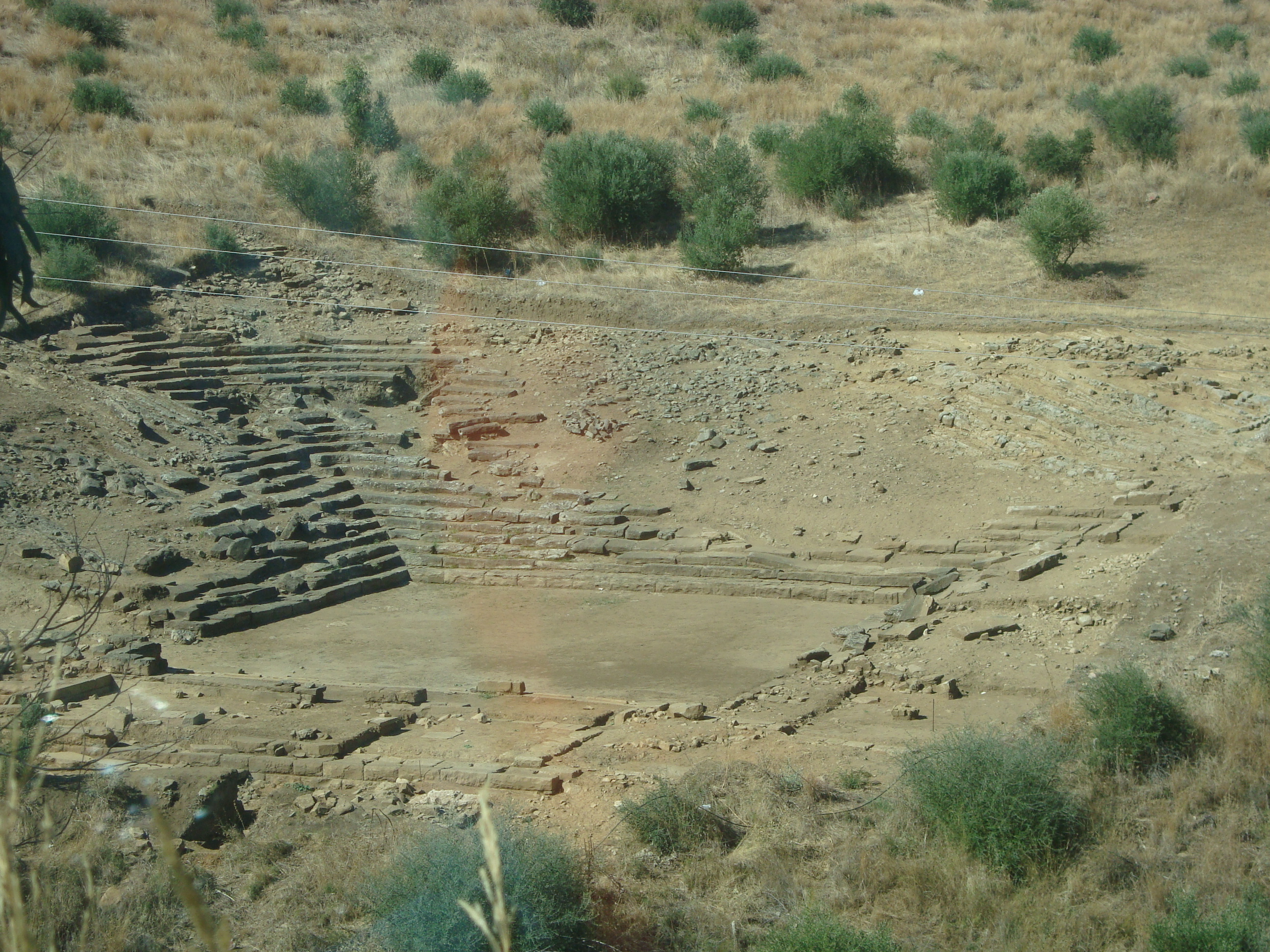

## Referentie
- L.V. Borrelli, art. KALYDON Greece, in R. Stillwell - e.a. (edd.), The Princeton Encyclopedia of Classical Sites, Princeton, 1976.